# Indian Journal of Agricultural Sciences
Indian Journal of Agricultural Sciences is een Indiaas, aan collegiale toetsing onderworpen wetenschappelijk tijdschrift op het gebied van de landbouwkunde.
De naam wordt in literatuurverwijzingen meestal afgekort tot Indian J. Agr. Sci.
Het wordt uitgegeven door de Indian Council of Agricultural Research en verschijnt maandelijks.